# Атака біля Зеленопілля
Ата́ка побли́зу Зеленопі́лля 11 липня 2014 року — ракетний обстріл угрупування Збройних Сил України та Державної прикордонної служби України під час війни на сході України біля селища Зеленопілля Луганської області.
Атака сталась у ніч із 10 на 11 липня 2014 року. Російська реактивна артилерія з території Російської Федерації завдала потужного удару по позиціях українських військ. Внаслідок обстрілу загинуло 30 військовослужбовців ЗСУ і 6 прикордонників, серед них — полковник Ігор Момот.
Це було перше безпосереднє масоване застосування регулярних військ РФ проти Збройних сил України. Згодом подібні обстріли стали систематичними.

## Передумови
Селище Зеленопілля було віднесене до Сектору «Д» зони проведення АТО. Село лежить на міжнародній автотрасі М03 (ділянка Дебальцеве—Довжанське).
Над українським табором у Зеленопіллі періодично з'являлися безпілотники, один з яких, російський безпілотник «Орлан-10», вдалося збити.

## Подія
У ніч на 11 липня 2014 прикордонники із 2-ї мотоманевреної групи ДПСУ, а також військовослужбовці ЗСУ, що входили до батальйонної тактичної групи, сформованої з підрозділів 24-ї механізованої, 72-ї механізованої та першого батальйону 79-ї аеромобільної бригад вийшли в опорний пункт у районі селища Зеленопілля, за 17 км на південний схід від міста Ровеньки Луганської області, із завданням щодо прикриття визначеної ділянки державного кордону. О 4.30 ранку в їхній бік було відкрито вогонь з реактивної системи залпового вогню БМ-21 «Град», що вразив розташування українських сил.
Сержанту Сергію Мудрому під час обстрілу вдалося відтягнути «Уралом» 4 заповнені бензовози у безпечне місце; на ньому ж згодом доставив до медчастини чотирьох поранених бійців.

### Офіційна версія
За даними Міністерства оборони України станом на 11 липня, обстріл здійснено з відстані понад 15 км з боку державного кордону з Російською Федерацією.
14 липня заступник секретаря РНБО Михайло Коваль заявив, що обстріл вівся з РСЗВ «Торнадо». Згодом журналіст Роман Бочкала уточнив, що малася на увазі система залпового вогню «Торнадо-Г» — новітня російська модифікація БМ-21 «Град».

### Свідчення очевидців
Інтерв'ю з військовослужбовцями, що були присутні під час обстрілу, свідчать, що ураження опорного пункту було нанесене одним залпом установки БМ-21 «Град», після чого позиції військ почали обстрілювати три 120-мм міномети. Мінометний обстріл тривав 20 хвилин після удару реактивної артилерії, напрям обстрілу був зі сторони м. Ровеньки, контрольованого на той час бойовиками ЛНР.

### Незалежні розслідування
Лондонський Міжнародний інститут стратегічних досліджень у своєму виданні The Military Balance 2017 року зазначав участь російських військ в артилерійському ударі під Зеленопіллям.
Блогер @Ukraineatwar виявив 14 позицій установок БМ-21 «Град», що були розгорнуті у бойові порядки, прибувши з території Росії. Напрям їх обстрілу вказує на опорний пункт українських військ під Зеленопіллям. Варто зазначити, що аналізується супутниковий знімок за серпень, а отже ці сліди могли бути залишені внаслідок кількох різних атак.
Центр розслідувань Bellingcat зміг підтвердити, що артилерійські удари по позиціям українських сил, що послідували за атакою під Зеленопіллям, неодноразово були завдані з російської території.

## Жертви
Внаслідок обстрілу, за оперативними даними озвученими прес-службою Міністерства оборони того ж дня, загинули 19 військовослужбовців Збройних Сил України, ще 93 отримали поранення. За попередніми даними Прикордонної служби, що були озвучені до середини дня, внаслідок ракетного удару загинуло 4 прикордонники. Таким чином сумарно на кінець дня вважалися загиблими 23 українських військовослужбовця.
Проте відомості про атаку були оприлюднені ще до офіційного повідомлення. В електронних медіа з посиланням на учасників подій, за попередніми даними називалися цифри у щонайменше 30 полеглих та понад 100 поранених, на ці відомості посилався радник глави Міністерства внутрішніх справ України Зорян Шкіряк на брифінгу в Києві.
Журналістське розслідування за рік після трагедії встановило імена українських військовослужбовців, що загинули під Зеленопіллям.

### Список загиблих
| п/п | Прізвище, ім'я, по-батькові        | Звання           | Формування         | Подробиці                                                        |
| --- | ---------------------------------- | ---------------- | ------------------ | ---------------------------------------------------------------- |
| 1.  | Вихопень Василь Ігорович           | молодший сержант | 24 ОМБр            |                                                                  |
| 2.  | Дишель Мар'ян Миронович            | молодший сержант | 24 ОМБр            |                                                                  |
| 3.  | Колтун Володимир Михайлович        | молодший сержант | 24 ОМБр            |                                                                  |
| 4.  | Костів Юрій Миронович              | молодший сержант | 24 ОМБр            |                                                                  |
| 5.  | Лущик Віктор Федорович             | молодший сержант | 24 ОМБр            |                                                                  |
| 6.  | Голуб Юрій Григорович              | старший солдат   | 24 ОМБр            |                                                                  |
| 7.  | Ковалик Василь Степанович          | старший солдат   | 24 ОМБр            |                                                                  |
| 8.  | Кратко Роман Зіновійович           | старший солдат   | 24 ОМБр            |                                                                  |
| 9.  | Кунтий Євген Олександрович         | старший солдат   | 24 ОМБр            |                                                                  |
| 10. | Береза Іван-Віталій Володимирович  | солдат           | 24 ОМБр            |                                                                  |
| 11. | Борис Ігор Володимирович           | солдат           | 24 ОМБр            |                                                                  |
| 12. | Василиха Петро Степанович          | солдат           | 24 ОМБр            |                                                                  |
| 13. | Вербицький Володимир Володимирович | солдат           | 24 ОМБр            |                                                                  |
| 14. | Логин Михайло Романович            | солдат           | 24 ОМБр            |                                                                  |
| 15. | Мисик Тарас Ігорович               | солдат           | 24 ОМБр            |                                                                  |
| 16. | Нагорний Юрій Васильович           | солдат           | 24 ОМБр            |                                                                  |
| 17. | Попович Володимир Романович        | солдат           | 24 ОМБр            |                                                                  |
| 18. | Руснак Микола Ігорович             | солдат           | 24 ОМБр            |                                                                  |
| 19. | Цікало Богдан Богданович           | солдат           | 24 ОМБр            |                                                                  |
| 20. | Шпирка Володимир Михайлович        | солдат           | 24 ОМБр            |                                                                  |
| 21. | Ладиженський Олександр Васильович  | старшина         | 79 ОАеМБр          |                                                                  |
| 22. | Голота Іван Іванович               | сержант          | 79 ОАеМБр          |                                                                  |
| 23. | Новицький Анатолій Олегович        | сержант          | 79 ОАеМБр          |                                                                  |
| 24. | Крук Олександр Олександрович       | старший солдат   | 79 ОАеМБр          |                                                                  |
| 25. | Платонов Сергій Сергійович         | старший солдат   | 79 ОАеМБр          |                                                                  |
| 26. | Бойко Віктор Михайлович            | солдат           | 79 ОАеМБр          |                                                                  |
| 27. | Волков Олексій Віталійович         | солдат           | 79 ОАеМБр          |                                                                  |
| 28. | Гнатуша Володимир Юрійович         | солдат           | 79 ОАеМБр          |                                                                  |
| 29. | Плющ Михайло Вікторович            | солдат           | 79 ОАеМБр          |                                                                  |
| 30. | Момот Ігор Федорович               | полковник        | Прикордонна служба |                                                                  |
| 31. | Луцко Анатолій Степанович          | старший сержант  | Прикордонна служба |                                                                  |
| 32. | Глущак Олег Миколайович            | сержант          | Прикордонна служба |                                                                  |
| 33. | Поляков Василь Вікторович          | сержант          | Прикордонна служба |                                                                  |
| 34. | Сирбу Дмитро Васильович            | солдат           | Прикордонна служба |                                                                  |
| 35. | Штолцель Вільгельм Володимирович   | солдат           | Прикордонна служба |                                                                  |
| 36. | Вовк Василь Ярославович            | солдат           | 704 ОП РХБЗ        |                                                                  |
| 37. | Лазаренко Павло Миколайович        | солдат           | Прикордонна служба | Загинув під час евакуації поранених, колона потрапила у засідку. |
| 38. | Савченко Анатолій Валентинович     | солдат           | 72 ОМБр            |                                                                  |

## Інформаційне висвітлення
- Сотник Майдану Володимир Парасюк повідомив, що з установки «Град» були обстріляні українські військові з 24-ї механізованої бригади.[17]
- Дружина офіцера 24 ОМБр повідомила, що чоловік дзвонив їй зранку та повідомляв про понад 50 загиблих та 100 поранених.[18][19]
- Російські видання публікували статті про загибель понад 200 українських військових.[20][21]

### Оцінки
- За словами військовослужбовця-очевидця, командування віддавало дивні накази, вишикувавши солдатів і техніку посеред поля, тоді коли поруч була лісопосадка. Вночі по них вистрілили 40 снарядів системи залпового вогню «Град». Жодного офіцера там не було. На прохання до командира їх забрати, останній повідомив, що він їх не забере, оскільки їх там вже не мало бути в живих. Як тільки військові змінили місце дислокації по них знову відкрили вогонь з системи «Град», але тепер ще додався обстріл з мінометів. Військовослужбовці вважають, що помилки військового керівництва це не недбальство, а просто зрада та відмивання грошей військовим керівництвом. Крім того повідомлення представників влади про 19 загиблих, це неправда, оскільки там загинуло чотири автомобілі «Урал» з людьми.[22][23]

## Реакція

### Офіційна в Україні
Керівництво Міністерства оборони України та Генерального штабу Збройних Сил України висловило щирі співчуття батькам, рідним та близьким загиблих військовослужбовців у зв'язку із трагічною непоправною втратою.
Того ж дня президент України Петро Порошенко на нараді з силовиками з приводу застосування бойовиками проти Збройних сил України установок «Град» російського виробництва запевнив, що за кожне життя українських військових бойовики заплатять десятками й сотнями своїх.
У відповідь було завдано удар авіації.[джерело?]
Українська сторона стверджує, що обстріл здійснювався з боку державного кордону з Російською Федерацією. Український телеканал «Інтер» припустив, що військові були розстріляні з новітньої російської зброї «Торнадо-Г». Таке ж припущення висловив і колишній міністр оборони України, заступник голови РНБО Михайло Коваль.

### Міжнародна
Найбільші ЗМІ розмістили екстрені повідомлення про знищення колони української бронетехніки: Бі-бі-сі, The Washington Post, Los Angeles Times, The Daily Telegraph, The Huffington Post, The Wall Street Journal, USA Today, The Guardian та інші.
МЗС Литви засудило «ракетну атаку проросійських терористів на українських військових».

### Громадян України
14 липня 2014 родичі солдатів з 24-ї механізованої бригади влаштували пікет біля військкомату і військової частини в Яворові. Рідні військових вимагали, щоб вцілілих повернули додому.

## Наслідки
12 липня 2014 керівник Управління інформаційної безпеки Національної гвардії України Юрій Стець повідомив пресі, що командир 24 ОМБр відсторонений від виконання своїх службових обов'язків.
В третій декаді листопада 2014 року біля Зеленопілля знайдено поховання українських військових, які загинули під час масованої атаки бойовиків у липні — повідомила співробітниця організації «Офіцерський корпус» Алла Борисенко: «Місцеві ополченці знайшли і повідомили нам про поховання двох службовців 24-ї механізованої бригади, імовірно майора і сержанта». Тіла були вивезені.

## Матеріали
- Ярослав Тинченко, Зеленопілля. Спогад офіцера [Архівовано 16 липня 2016 у Wayback Machine.] (дзеркало1 [Архівовано 21 листопада 2016 у Wayback Machine.], дзеркало2 [Архівовано 20 липня 2016 у Wayback Machine.]) // Український тиждень, 14 липня 2016
- Українців під Зеленопіллям убивали російські війська [Архівовано 17 липня 2014 у Wayback Machine.]